# Ligne 166 (Infrabel)
Pour les articles homonymes, voir Ligne 166.
La ligne 166 est une ligne de chemin de fer belge et l'un des composantes (avec la L165 Athus - Bertrix - Libramont) de l'itinéraire « Athus-Meuse ». Lui-même s'inscrit dans le corridor fret Anvers - Bâle/Lyon - Suisse/Italie exploité en pool par la SNCB, Fret SNCF, les CFL et CFF Cargo sous le nom de Sibelit.

## Historique
- Le projet de ligne reliant Athus à la vallée de la Meuse et à Jemelle existe déjà vers 1870 et fait l’objet d'une concession attribuée à la Société des bassins houillers du Hainaut qui doit également construire un prolongement vers Tamines (ligne 150) permettant de relier le Luxembourg ou l'Est de la France au bassin de Charleroi. Cette concession ne peut être menée à bien et la Société des bassins houillers fait faillite en 1877.

- La première section de cette ligne (Bertrix - Gedinne) est construite en 1880 par les Chemins de fer de l'État belge sur la lancée de la ligne 165, avant même que celle-ci n'atteigne Libramont (en 1882).

- À l'autre extrémité, Dinant a été reliée par la ligne 154 (Namur - Dinant - Givet) de la compagnie du Nord-Belge dès 1862 et en 1891 par la partie nord de la ligne 150 (Tamines - Dinant).

- Pendant ce temps, l'État Belge s'active à la construction de la branche sud de la ligne 150 (Infrabel) entre Jemelle et Houyet (qui est atteint en 1894). De 1895 à 1896, cette ligne est prolongée d'un côté vers Anseremme de l'autre vers Beauraing.

- En 1898, le hiatus entre Anseremme et Dinant est comblé et, au sud, la ligne avance vers Pondrôme puis Vonêche. La section Houyet - Dinant est ainsi initialement partie de la ligne 150, la ligne 166 ne couvrant initialement que le tronçon Bertrix - Houyet.

- Le tronçon Vonêche - Gedinne, et avec lui la jonction Athus - Meuse est inauguré en 1899 et se prolonge vers l'entre Sambre et Meuse et la Basse-Sambre.

- La section Houyet - Anseremme est portée à double voie en 1910, à l'exception du tunnel d'Ardenne, du viaduc d'Anseremme et de son embranchement vers Dinant. La seconde voie est inaugurée entre Paliseul et Bertrix le 1er février 1914. À cause de la Première Guerre mondiale, le reste de la ligne entre Houyet et Paliseul et entre Bertrix et Libramont n'est mis à double voie qu’en 1924. À l'époque, la Compagnie de l'État Belge dispose ainsi d'une ligne reliant de bout en bout les bassins sidérurgiques de la Sambre et de la Lorraine, alors que les autres compagnies doivent se relayer pour assurer la même desserte.

- En 1939, la SNCF, à peine créée, décide que son trafic de transit entre ces deux bassins utilisera l'Athus-Meuse via le point frontière d'Ecouviez sur la ligne 155. Cette option sera maintenue après la Seconde Guerre mondiale, de sorte que la ligne vit à cette époque son âge d'or. La SNCB y engage les lourdes locomotives à vapeur des types 25 et 26, dérivées des BR 44 et 55 allemandes et cousines des 150 X et 150 Y françaises.

- À la fin des années 1950, la diéselisation bat son plein et les locomotives à vapeur sont remplacées par les motrices des séries 52 et 53.

- Après l'entrée en vigueur du plan IC-IR de 1984, de nombreuses haltes du trafic voyageurs sont supprimées. Une seconde vague de fermeture touchera Vonêche et Pondrôme en 1993. La ligne est uniquement parcourue par des services omnibus, les trains de grande ligne empruntant la ligne 162 Namur - Luxembourg qui lui est parallèle et qui est électrifiée.

- Fin des années 1980, la chute du trafic consécutif à la crise de la sidérurgie incite la SNCB, désargentée, à envisager de ramener cette ligne à simple voie. Il n'en est finalement rien et on profite de la politique européenne de corridors frêt pour réaliser une rénovation complète de l'Athus - Meuse (électrification en 25 kV, adaptation du gabarit, relèvement de la vitesse entre Bertrix et Beauraing de 90 à 120 km/h) qui est complétée en 2002.

## Les ouvrages d'art
Contrairement à la ligne 162 qui fut établie sans grands ouvrages de génie civil, la ligne 166 - qui suit des vallées très accidentées - en est émaillée :
- Le viaduc d'Anseremme, une construction métallique «en cage» avec ses quatre travées de longue portée (84 m) franchit la Meuse ;
- Cinq tunnels (de 200 m à 500 m) et bien plus de ponts sur la Lesse sur la section Anseremme - Houyet (dont le tunnel d'Ardenne, désormais à voie unique) ;
- La section Houyet - Beauraing est moins accidentée, même si la traversée de la cité mariale se fait en hauteur, et en courbe serrée, la ligne mettant le cap plein ouest pour suivre le rebord de la dépression de la Famenne ;
- Le tunnel de Pondrôme qui marque la sortie de cette dépression est lui aussi en courbe serrée afin de reprendre la direction sud ;
- Le viaduc de Thanville comporte 15 arches maçonnées et constitue l'un des ouvrages majeurs de la ligne ;
- Deux tunnels sont encore franchis avant de rejoindre la gare de Gedinne, excentrée par rapport au village.

## Utilisation
Outre les trains de fret de l'Athus - Meuse, le trafic de la ligne 166 est composée :
- D'une relation voyageurs omnibus Libramont - Bertrix - Dinant - Namur toutes les heures en semaine et toutes les deux heures durant les weekends. Bien qu'électrifiée, la ligne fut parcourue par des autorails diesel jusqu'en 2012 (relation Libramont - Dinant) car la SNCB ne disposait pas de matériel polytension de faible capacité. Dès 2012, l'apparition des automotrices Desiro permet un transport de voyageurs à l'aide de l'énergie électrique. Fin 2014, le terminus de ces trains est reporté de Dinant à Namur, alors que fin 2017, la fréquence passe d'un train toutes les deux heures à un train par heure). A Bertrix, la correspondance est idéalement assurée vers Virton, alors que de Namur partent trois fois par heure des trains vers Bruxelles
- En saison touristique, des trains supplémentaires convoient les amateurs de kayak entre Anseremme et Gendron-Celles ou Houyet ;
- La ligne ne compte presque aucune desserte fret locale. Toutes les cours à marchandises ont été fermées, et seul un embranchement (installations militaires de Jehonville, près de Bertrix) subsiste, générant un trafic extrêmement faible ;

- Entre 2006 et 2011 (au moins), le corridor Sibelit est exploité avec une quarantaine de motrices de la série 13 de la SNCB et une majorité des 20 motrices de la série 3000 des CFL qui ont pris le relais des diesel.

## Galerie de photographies

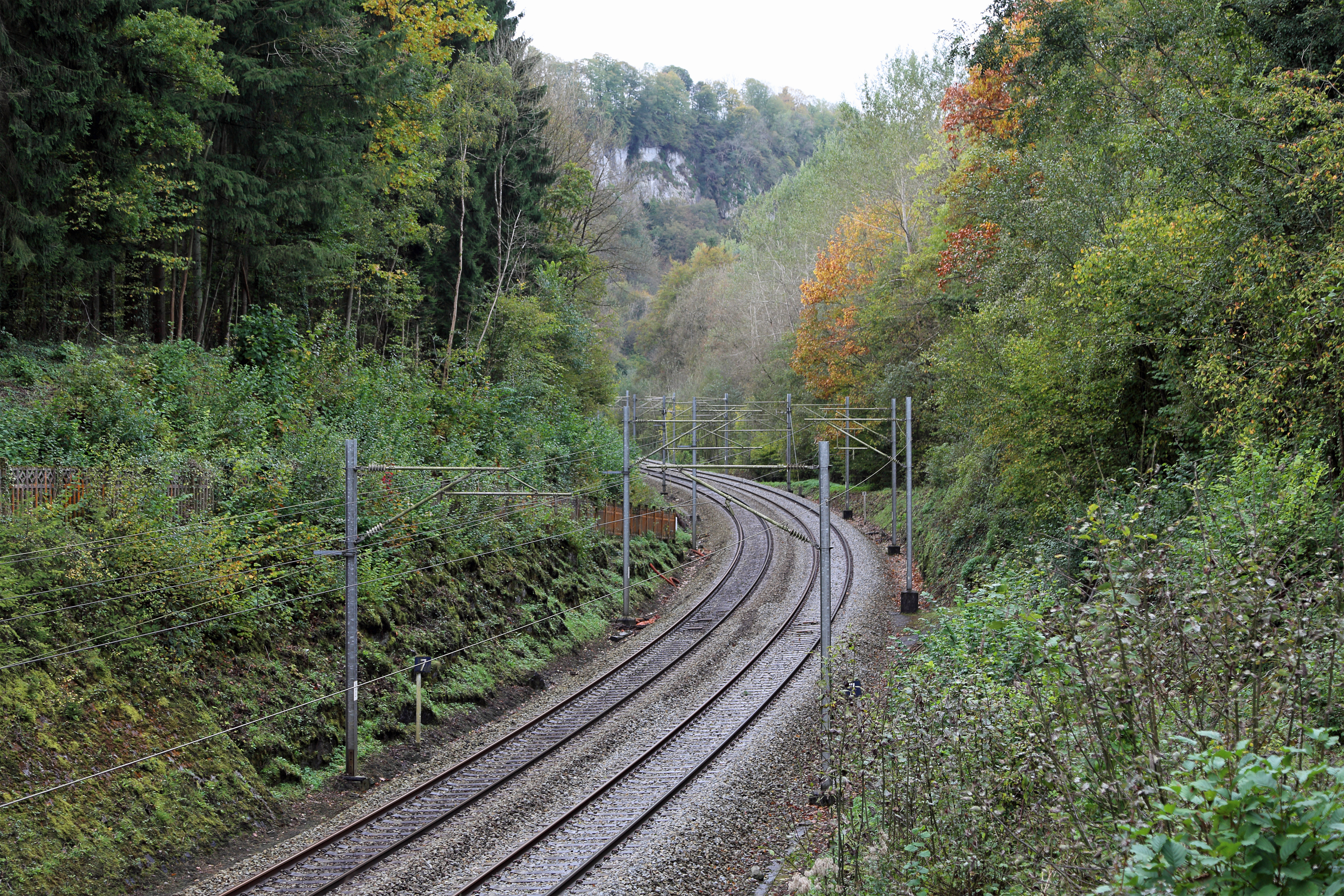
La ligne 166 près de Walzin
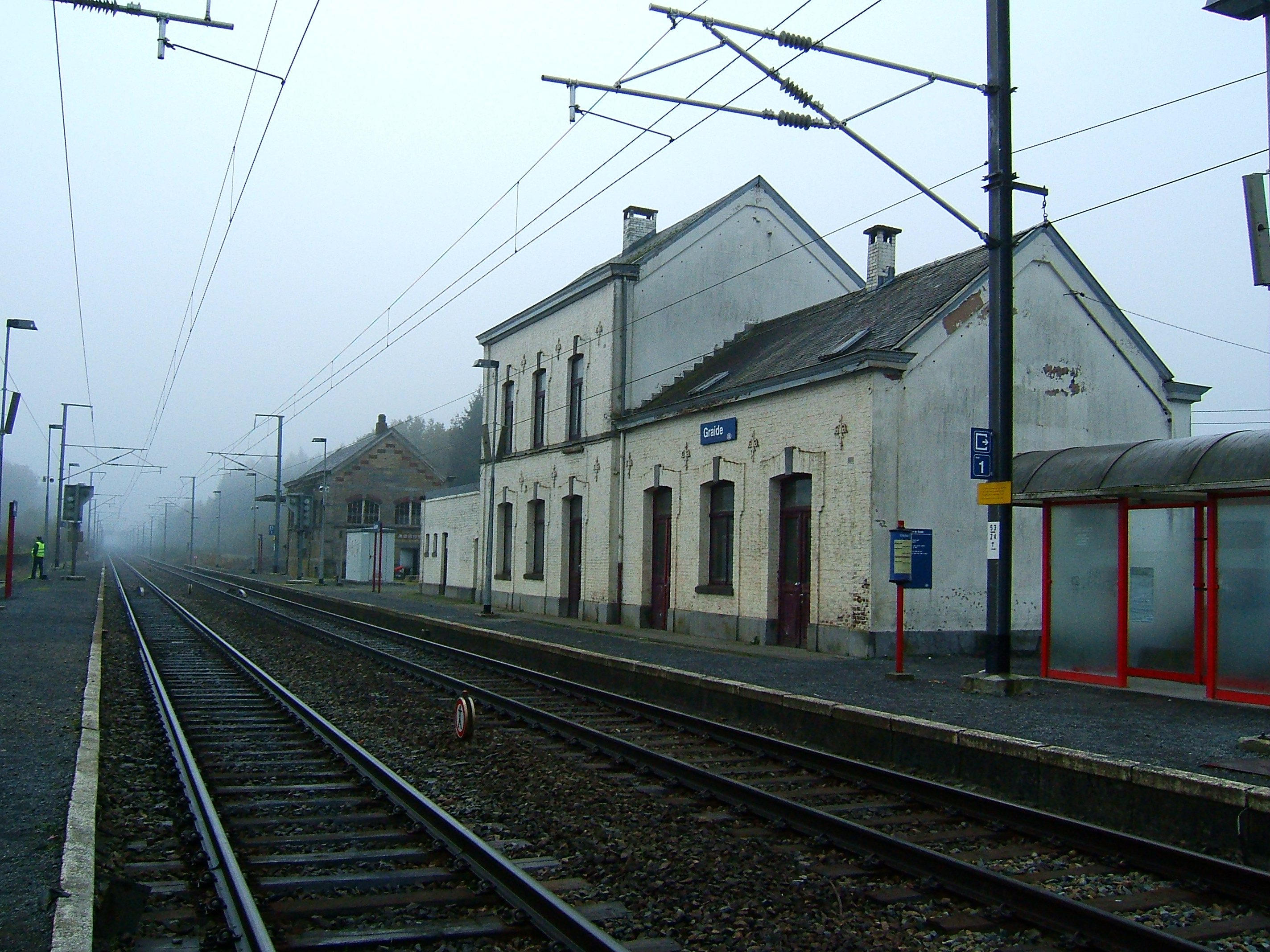
La gare de Graide (Bièvre)
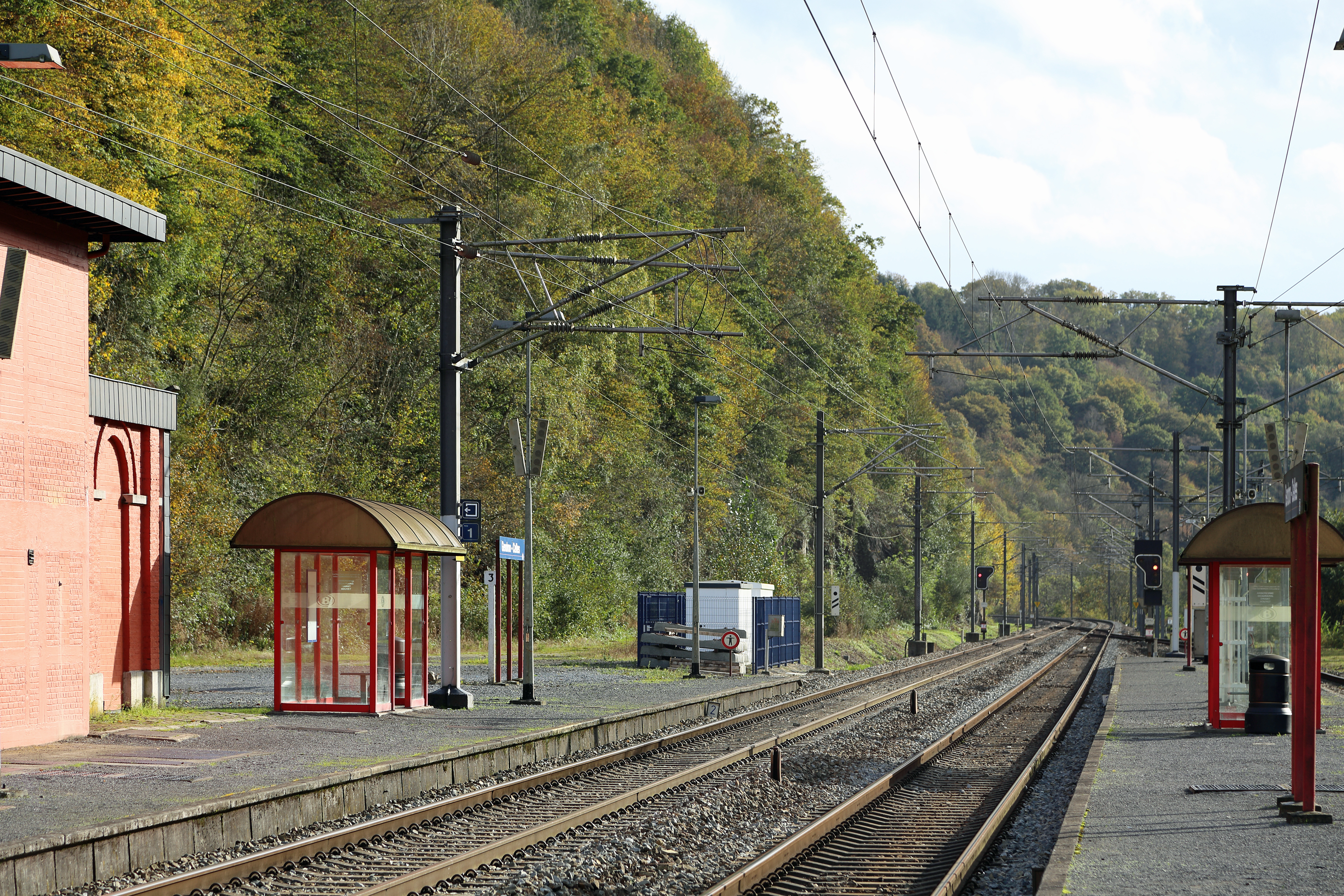
La gare de Gendron-Celles (Houyet)
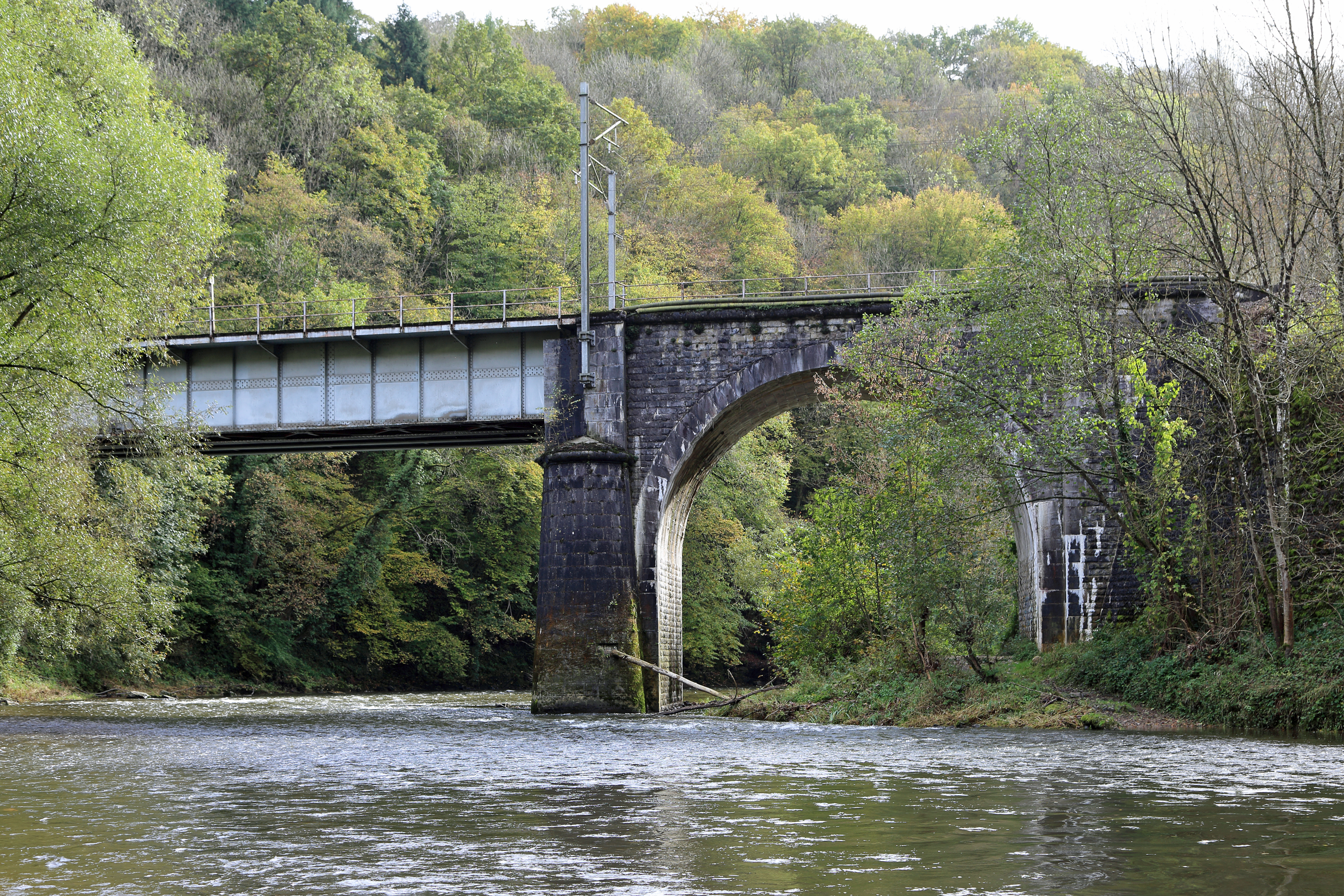
Le pont ferroviaire de Chaleux (Houyet)
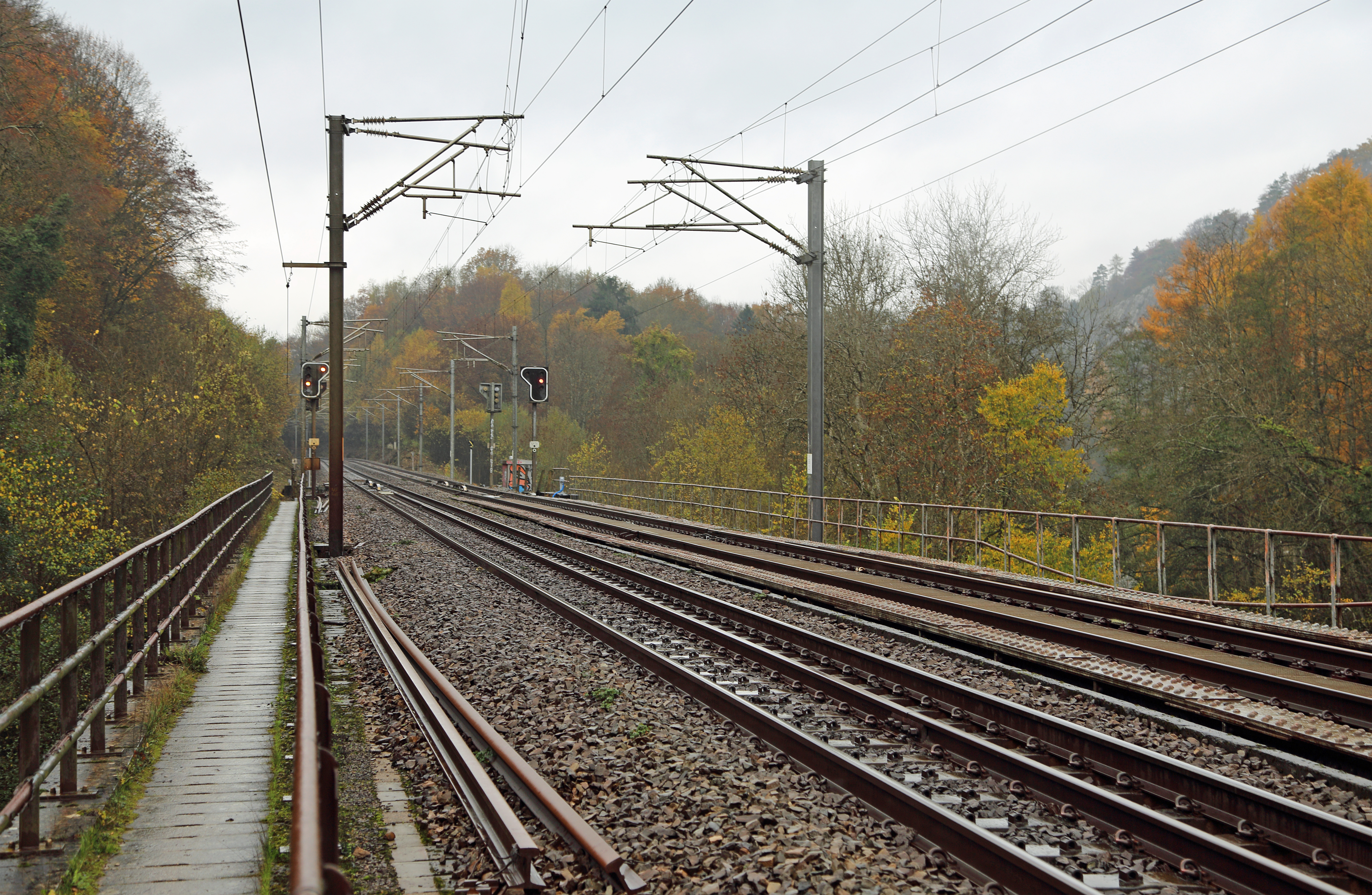
La ligne 166 sur le pont ferroviaire près de la Roche al Pène à Hulsonniaux (Houyet)
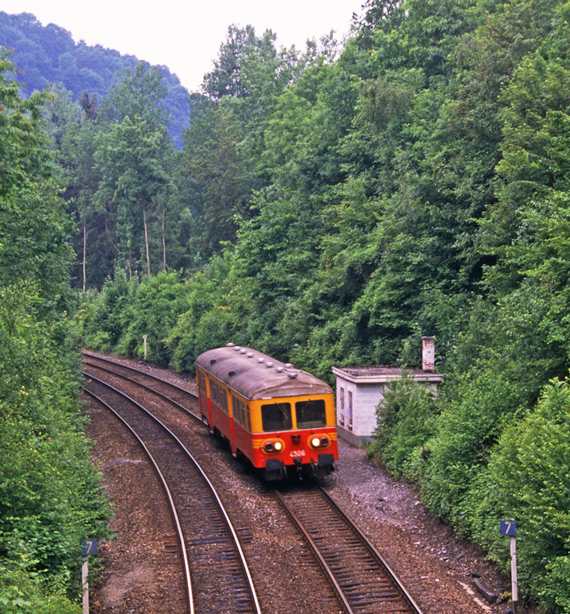
La ligne avant son électrification